# Río Santa María (Argentina)
El río Santa María, antiguamente río Yocavil, es un curso fluvial exorreico situado en el noroeste de la Argentina. Forma parte de la cuenca del Plata, la cual vierte sus aguas al mar Argentino del océano Atlántico.
Su curso es el origen del sistema fluvial exclusivo de mayor longitud de la Argentina, estimado en 2145 km: el río Salado. Nace a 5512 m s. n. m. en la cumbre del cerro Chucha.

## Ubicación
Este río recorre sectores de tres Provincias del noroeste de la Argentina: Catamarca —en el centro-norte—, Tucumán —en el noroeste—, y Salta —en su extremo sur—.

## Nacimiento y curso superior

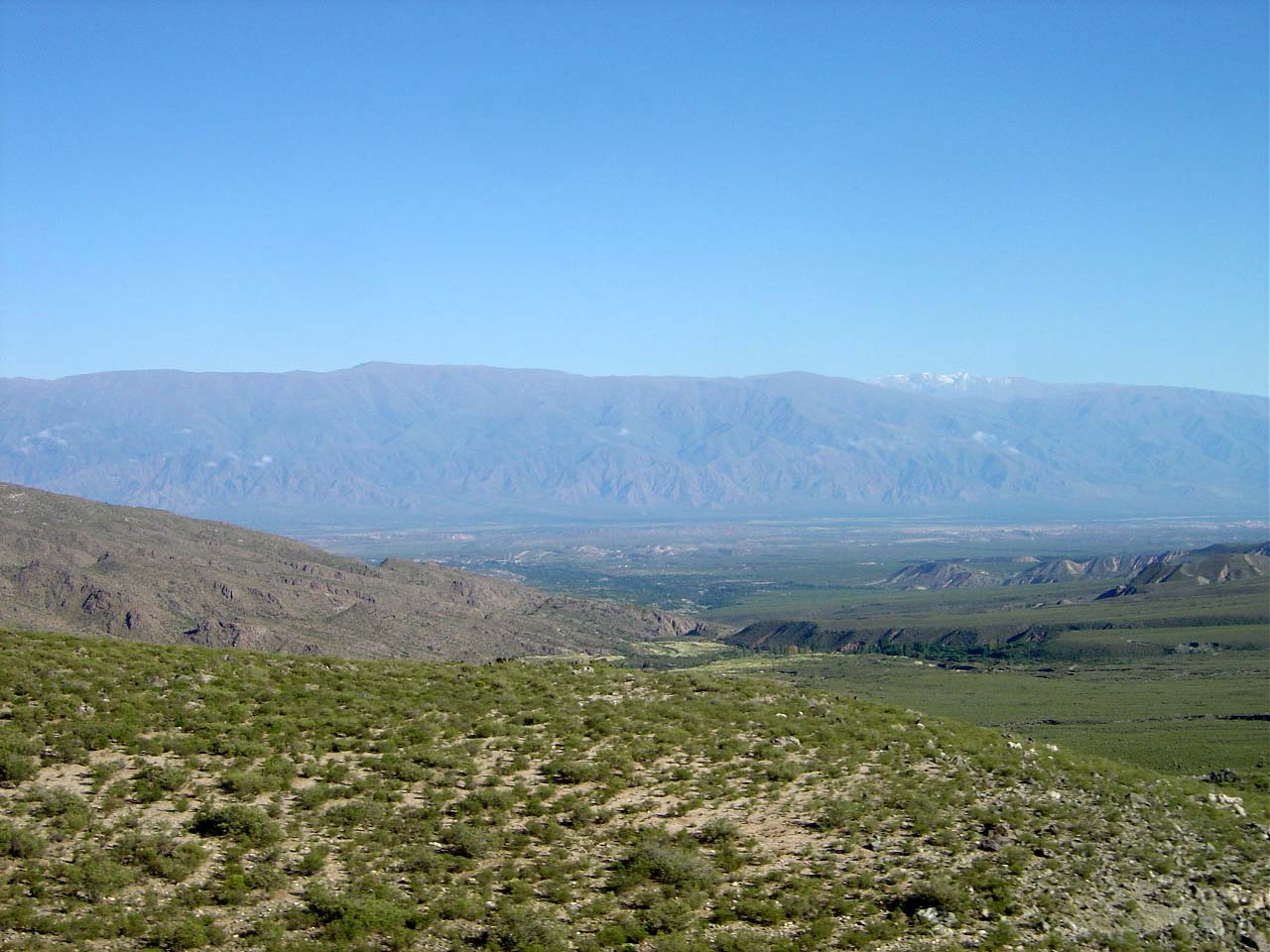
Vista del valle del río Santa María desde las alturas de Amaicha del Valle. A lo lejos se observa las sierras de Quilmes.

El río Santa María tiene sus fuentes en los neveros y lenguas glaciares del cerro Chucha, de 5512 m s. n. m., en la zona limítrofe de Catamarca con el extremo sur de Salta. Como río, nace próximo a la localidad de Ovejería al confluir el río Suri Ciénaga que baja del Nevado de Catreal y el río Salado que desciende del cerro Agua Caliente. Toma rumbo sur recorriendo la Provincia de Catamarca. Su primer tramo lo transita entre el cordón de los Nevados de Catreal en la margen derecha —hacia el Oeste—, y la sierra de Quilmes o del Cajón, en la margen izquierda —hacia el Este—. En su discurrir va cambiando sucesivamente de denominación: Ovejería, del Cajón, Toroyacu, cerro Colorado, Saladillo, para luego sí, ser llamado río Santa María. 
Recibe entre otros, las aguas del río Chucha; desde el Nevado de Catreal recibe el afluente del río La Piedra; desde el Portal de Tomás recibe al río de Tomás; de la sierra de Quilmes llegan los aportes del río Ovejería, del río Cerro Negro. Recibe también las aguas de los ríos Chaupimayo, Ovejería Chica, Miniyaco, El Arroyo, el Arroyo La Sala, río Anchillos, río Managua, río Pichao, arroyo de La Hoyada, arroyo del Totoral, etc.
Esta zona es poco habitada. Se cuentan los parajes de Famabalasto, Derrumbe, La Hoyada, Lampacito, Toro Yaco, y especialmente de Ovejería.
El río, que hasta ese momento mantenía una dirección general Norte-Sur, al llegar a los parajes de Pie de Médano y de Punta de Balasto, en el extremo austral de las sierras de Quilmes, forma un codo al girar abruptamente hacia el norte.

## Curso medio

### Afluentes
Desde su margen derecha —hacia el Este—, recibe los aportes que nacen en los nevados de la sierra del Aconquija, ellos son: el río Yasyamayo, el río Ampajango, el río Amaicha, el río Pajanguillo, el río San José, el río Seco, y el río Loro Huasi.
Desde su margen izquierda —hacia el Oeste—, recibe afluentes que drenan la falda oriental de las sierras de Quilmes o del Cajón, ellos son: el río Managua, y el río Tolombon o Lampacito.

### Tramo en Catamarca

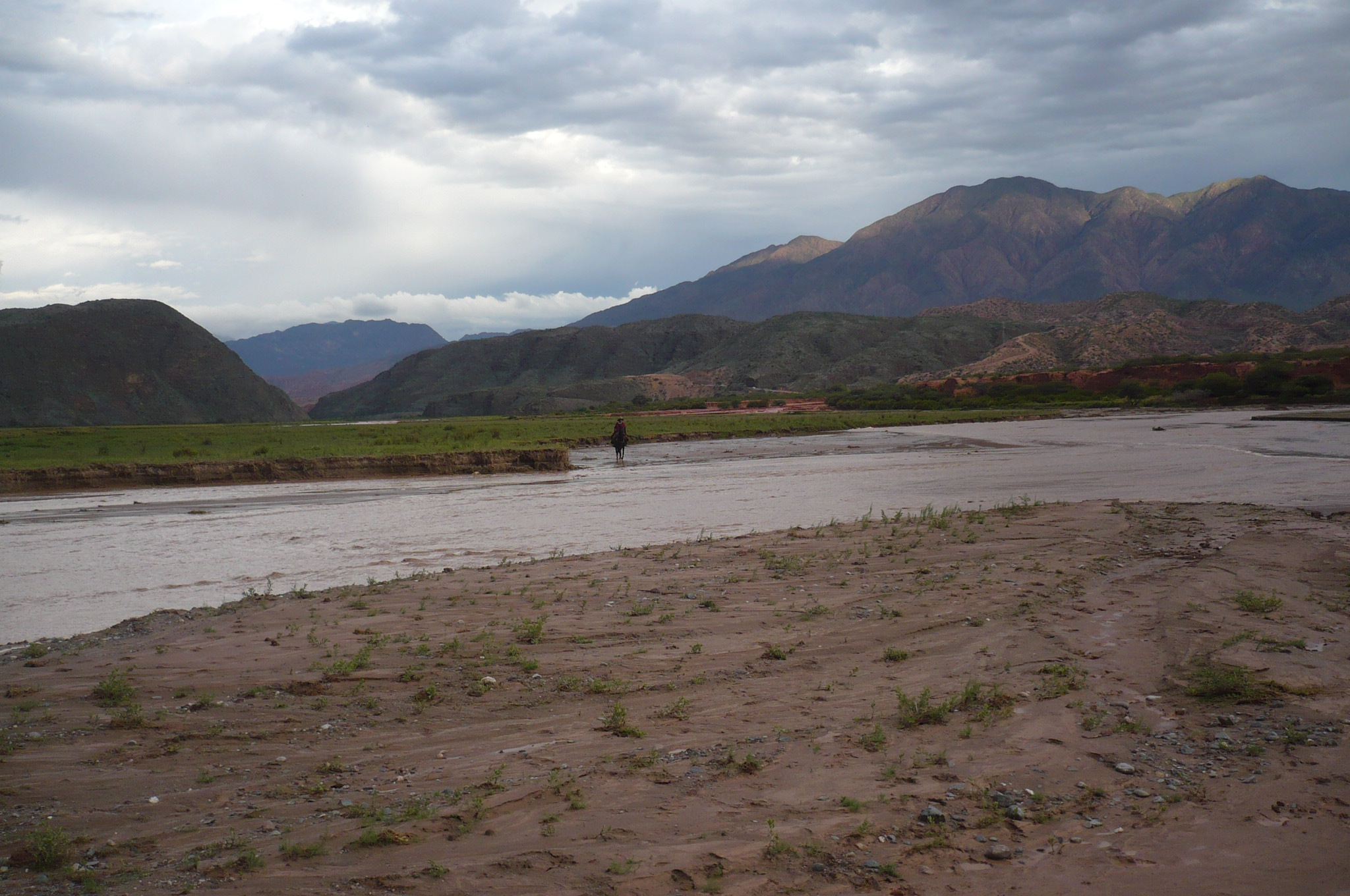
Paraje Las Juntas o la Ciénaga, en las proximidades de Cafayate. Este es el lugar de la confluencia de los dos ríos más importantes de los valles Calchaquíes; las aguas del río Santa María, se fusionan con las del río Calchaquí, antes de recorrer la quebrada de las Conchas.

En Catamarca recorre únicamente el Departamento Santa María. en este tramo tuerce hacia el norte y forma el valle de Santa María.
El valle intermontano de Santa María, o valle de Yocavil, se encuentra en una cubeta tectónica con orientación Norte-Sur, la cual forma el gajo austral de los valles Calchaquíes. Es un valle de un ancho de entre 20 y 25 km.
En este tramo cruza la ciudad de Santa María. También contacta o pasa muy próximo de las localidades de Fuerte Quemado, Punta de Balasto, San José, Andalhualá, San Antonio del Cajón, Palo Seco, Loro Huasi, etc.

### Tramo en Tucumán
En Tucumán recorre únicamente el Departamento Tafí del Valle. Pasa muy próximo de las localidades de Colalao del Valle, El Bañado, Quilmes, El Paso, Anjuana, y algo más alejado, de Amaicha del Valle y las Ruinas de Quilmes.

## Curso inferior
Sus últimos kilómetros los recorre en territorio salteño, en el Departamento Cafayate. 
Pasa muy próximo de las localidades y parajes de Tolombón, y algo más alejado, El Pichao y Cafayate.
Finalmente, en el paraje Las Juntas o la Ciénaga, en las proximidades de Cafayate, se unen los dos ríos más importantes de los valles Calchaquíes; las aguas del río Santa María, se fusionan con las del río Calchaquí, antes de recorrer la quebrada de las Conchas ya como río de Las Conchas, el cual luego será el Guachipas, dando origen después al río Pasaje o Juramento, y luego al Salado que se encaminará a engrosar las aguas del río Paraná.

## Régimen y características
El río Santa María es de régimen permanente, preponderamente pluvial o níveo pluvial. Su caudal comienzan a aumentar en diciembre, mantienen sus marcas máximas en enero y febrero y en abril decrece rápidamente. Los caudales máximos se presentan en la temporada cálida; mientras que los mínimos ocurren en el invierno.
Su cuenca hasta Pie de Médano posee una superficie de 1600 km². El derrame anual es de 85 hm³. El caudal medio anual es de 2,8 m³/s. 

## Poblamiento humano
El Valle de Santa María o de Yokavil fue asiento de diversas parcialidades con milenarias culturas. 
Las ruinas de los Quilmes están ubicadas en el Valle Calchaquí, Tucumán, Argentina. Allí se encuentran los restos de los mayores asentamientos precolombinos de la Argentina. Entre ellos destacan especialmente las ruinas de Quilmes, con una superficie de 30 ha, ubicadas cerca del cerro Alto del Rey. Sus dueños originales era el pueblo amerindio Quilme; sus descendientes son los poseedores en la actualidad. Estas ruinas han sido reconstruidas, por lo que pueden ser visitadas por turistas. Fueron estudiadas por primera vez en 1897 por el arqueólogo Juan Bautista Ambrosetti, y restauradas por un equipo bajo la dirección de Norberto Pelissero.
En este valle también se desarrolló la Cultura Santa María o santamariana, civilización que se desarrolló entre el 1200 y el 1470 de nuestra era, coincidente en gran parte con la etnia diaguita, ya que pueblos de ese origen poblaban la región durante el desarrollo de la cultura santamariana.
Asimismo, posteriormente fue ocupado por el Imperio Inca desde aproximadamente 1480 d. c. hasta la llegada de los españoles, cuando Diego de Almagro atravesó el valle en su paso a Chile, en 1536. 
En 1543 Diego de Rojas también estuvo en la región, pero los primeros asentamientos poblacionales españoles datan de la llegada de Nuñez del Prado y Juan Pérez de Zurita alrededor de 1550. La primera misión de muy corta vida, data del año 1618, llamada «Santa María de los Ángeles del Yokavil». El 2 de febrero de 1710 se funda Santa María con el asentamiento de Ambrosio Muñiz Cancinos, en honor a Nuestra Señora de la Candelaria.
Hoy en día es poblado por criadores de cabras y agricultores. El cultivo más importante es el de la vid.

## Clima

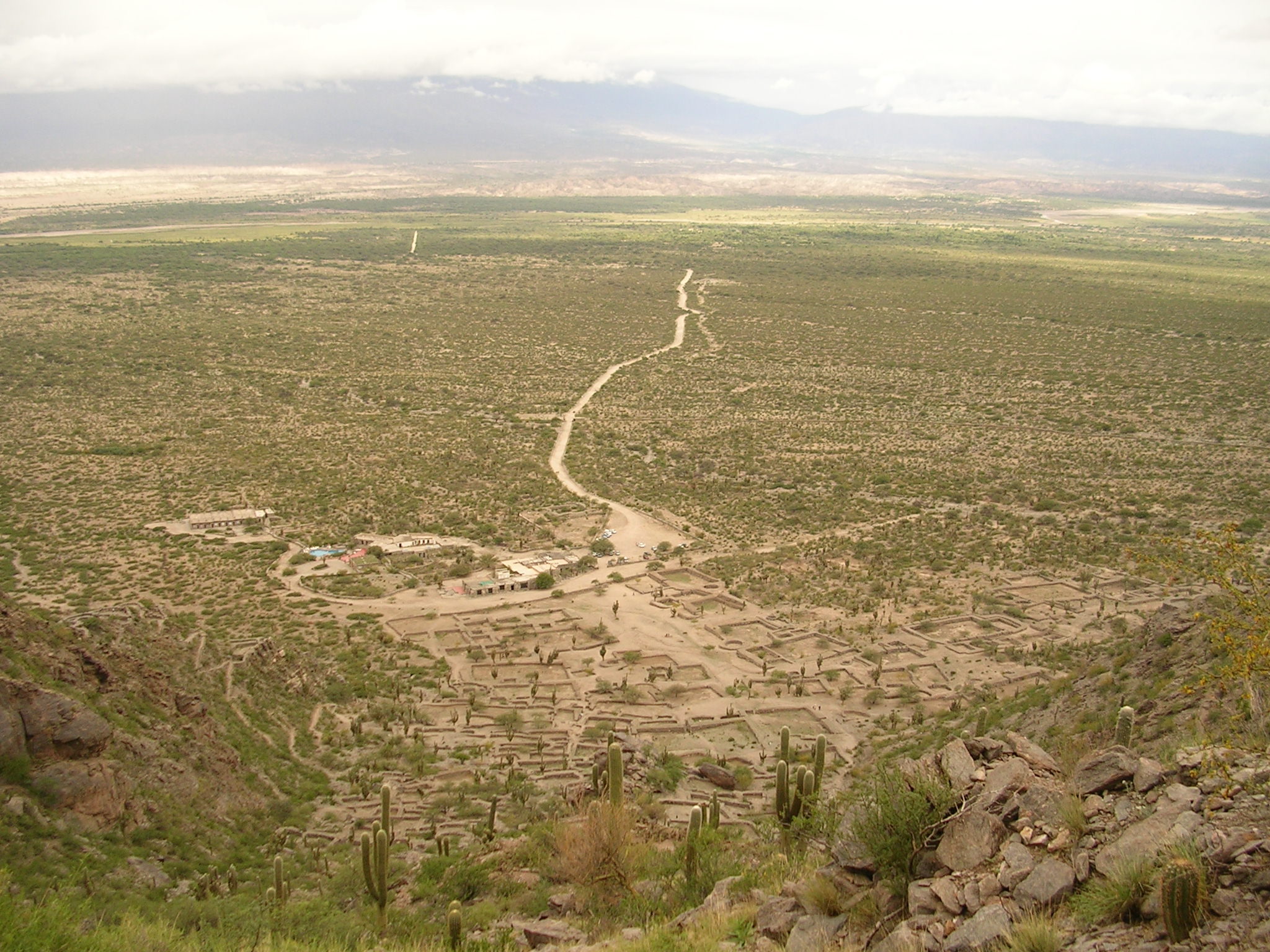
Vista del valle del río Santa María desde las Ruinas de Quilmes. A lo lejos se observa las cumbres Calchaquíes, tapadas por nubes.

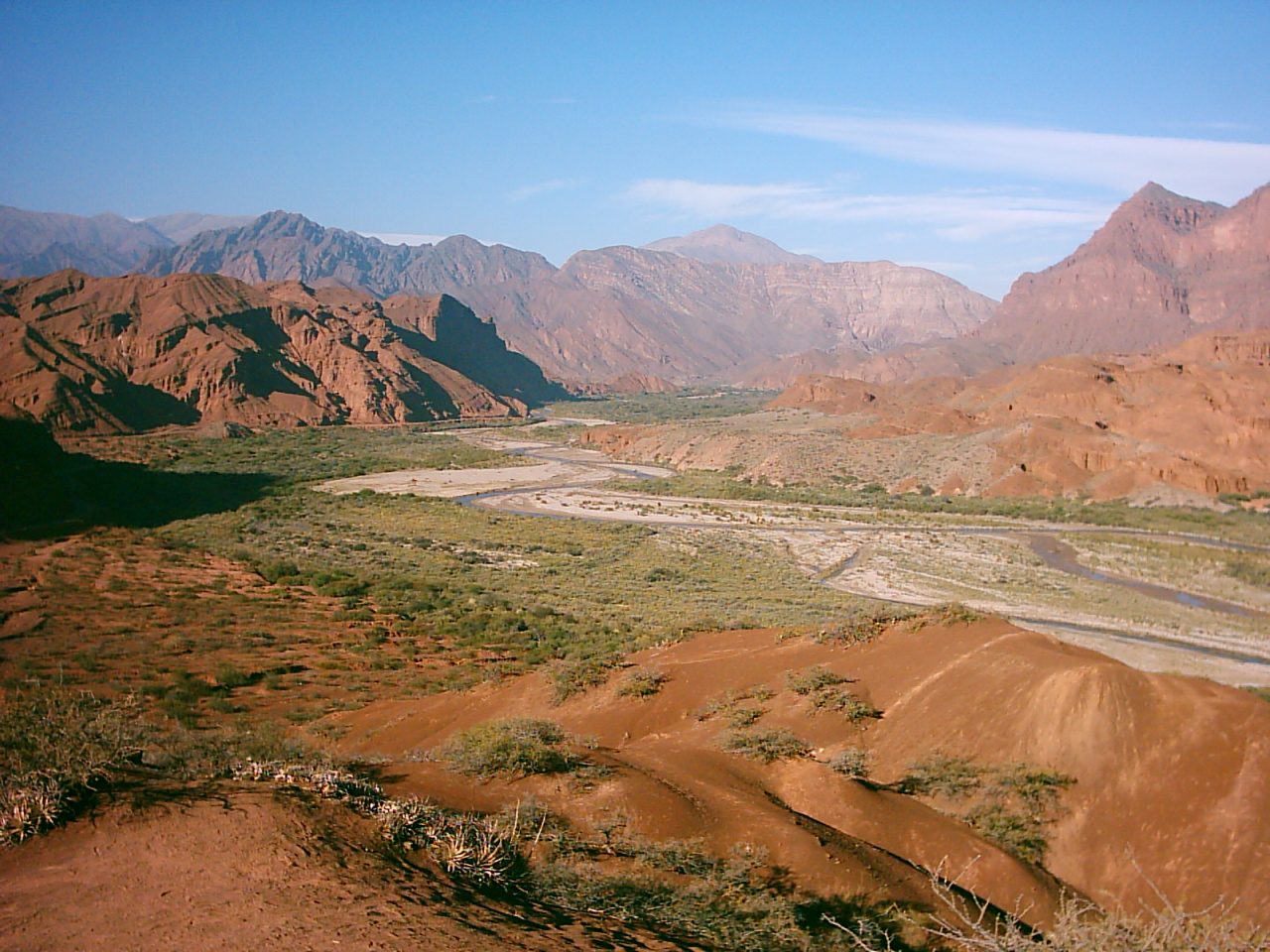
Las aguas del río Santa María, ya fusionadas con las del río Calchaquí, recorren la quebrada de las Conchas, vistas desde el paraje Tres Cruces.

La presencia de los cordones de las cumbres de Santa Bárbara y de las cumbres Calchaquíes produce notables contrastes en la distribución de las precipitaciones causados por el efecto que causa en los vientos húmedos que provienen del este del continente su interposición a la manera de una elevada pared. Por esta causa, las laderas orientales de las cumbres de Santa Bárbara y de las cumbres Calchaquíes son muy húmedas —gracias a las precipitaciones orográficas—, llegando a superar los 2000 mm anuales, concentrados en la temporada cálida. Como una oposición a ello, sobre las laderas occidentales de dichos cordones y en el valle de este río, se presenta un clima sumamente árido, con precipitaciones anuales inferiores a 200 mm. Genéticamente se denomina árido de sierras y bolsones, o tierra fría desértica.

## Vegetación
Respondiendo a los cambios climáticos, la vegetación también presenta radicales contrastes. 
Si en las laderas orientales de las cumbres de Santa Bárbara y de las cumbres Calchaquíes gracias a las abundantes lluvias estivales, se hacían presentes todos los pisos de la Provincia fitogeográfica de las Yungas, desde el Distrito fitogeográfico de la Selva Pedemontana en la base, seguido por el Distrito fitogeográfico de la Selva Montana superando los 800 m s. n. m., y por arriba de los 1300 m s. n. m. los bosques del Distrito fitogeográfico del Bosque Montano, y en laderas menos favorecidas, se presentaba el Distrito fitogeográfico Chaqueño Serrano de la Provincia fitogeográfica Chaqueña, en la ladera occidental y en el valle del río Santa María el clima imperante es el opuesto.  
En dicha ladera, la rigurosa sequedad crea las condiciones adecuadas para los arbustales de la Provincia fitogeográfica Prepuneña. En algunas laderas posiblemente presenten las comunidades con mayor participación de especies y ejemplares de la familia de las cactáceas, con ejemplares de más de 10 metros de altura, siguiendo por ejemplares del tamaño de arbustos de distinta magnitud, hasta las pequeñas especies que forman cubresuelos, las que poseen menos de 5 cm. Ya alcanzando el valle de Santa María se hace presente el Distrito fitogeográfico del Monte de Sierras y Bolsones de la Provincia fitogeográfica del Monte. Destacan localmente los bosques en galería de variadas freatófitas, pues gracias al alto componente arenoso del suelo sus raíces logran acceder a una oferta de agua más o menos dulce a pocos metros de profundidad, la cual compensa la aridez climáxica. Entre sus especies principales destacan: el algarrobo blanco (Prosopis alba), el algarrobo negro (Prosopis nigra), el algarrobo dulce (Prosopis flexuosa), el algarrobo chileno (Prosopis chilensis), el viscote (Acacia visco), el tala (Celtis ehrenbergiana), el molle (Schinus fasciculatus), el sombra de toro (Jodina rhombifolia), el chañar (Geoffroea decorticans), la brea, etc. Estos bosques fueron talados en su mayor parte; otros fueron muriendo al descender la napa freática, o al ser cubiertos por dunas fluviales.
En las montañas que rodean su valle, por sobre los 3000 m s. n. m. dominan prados alpinos, los que dejan paso a la Provincia fitogeográfica Puneña, y en los picos de mayor altitud se encuentra el Distrito fitogeográfico Altoandino Quechua de la Provincia fitogeográfica Altoandina.

## Acceso
Su curso es fácil de recorrer en sus tramos medios e inferior pues allí corre paralelo a la RN 40.